# Canis aureus indicus
El chacal indio (Canis aureus indicus), también conocido como el chacal del Himalaya, es una subespecie de chacal dorado nativa de Pakistán, India, Bután, Birmania y Nepal. Su cariotipo es bastante diferente al de sus homólogos euroasiáticos y africanos.

## Presencia en el folclore y la literatura
Los chacales dorados aparecen de manera destacada en el folclore indio y nepalí, donde a menudo asumen el papel del embaucador que en Europa y América del Norte le corresponde al zorro rojo. La historia de El Chacal Azul, por ejemplo, narra cómo el chacal se disfraza con pintura azul como Neelaakanth, el guardián de todos los animales, y engaña a los demás animales para que le proporcionen comida, para que pueda seguir protegiéndolos. Es ahuyentado una vez que el monzón lava la pintura de él.